# Blancs Manteaux à Volo
Albums de Volo
Bien Zarbos
(2005) Jours heureux
(2007)
Blancs Manteaux à Volo est un album live et acoustique du groupe français Volo sorti en 2006 qui, comme son nom l'indique, a été enregistré au Théâtre des Blancs-Manteaux, à Paris dans le 4e arrondissement, sur deux soirs. Il comporte plusieurs chansons présentes sur aucun des albums studio des frères Volovitch.

## Chansons
1. J'ai Beau
2. Bull Pit
3. Le Ciel Est Gris
4. Les Lapins
5. Tu M'fais Marrer (Bébé)
6. Je Rêve Que
7. Dans Mon Café Préféré
8. Succedané
9. Le MEDEF (1)
10. Le MEDEF (2)
11. J'ai Rien Branlé
12. On
13. C'est Quoi Le Nom ?
14. Fille En Fleur
15. Histoire Sympa
16. Krumpf
17. C'est Pas Grand C'Qu'On Vit
18. La Mémoire
19. Dégage
20. Tchidikitatumé[3]

## Crédits

### Musiciens
- Frédéric Volovitch : chant et guitare nylon.
- Olivier Volovitch : chant et guitare nylon.